# Maurice Norland
Maurice Marcel Jacques Norland (Auxerre, 30 luglio 1901 – Migennes, 18 maggio 1967) è stato un mezzofondista francese.

## Biografia
Nel 1924 partecipò ai Giochi olimpici di Parigi, conquistando il bronzo nella corsa campestre a squadre insieme ad Henri Lauvaux e Gaston Heuet.

## Palmarès
| Anno | Manifestazione  | Sede   | Evento          | Risultato | Prestazione | Note |
| ---- | --------------- | ------ | --------------- | --------- | ----------- | ---- |
| 1924 | Giochi olimpici | Parigi | 5000 m piani    | Batteria  | 15'41"4     |      |
| 1924 | Giochi olimpici | Parigi | Cross           | 15º       | 41'48"6     |      |
| 1924 | Giochi olimpici | Parigi | Cross a squadre | Bronzo    | 20 p.       |      |